# Lou Costello
Lou Costello (ur. 6 marca 1906 w Paterson w stanie New Jersey, zm. 3 marca 1959 w Los Angeles) – amerykański aktor znany głównie ze stworzonego z Bud Abbottem popularnego głównie w latach 40. i na początku lat 50. duetu komików Abbott i Costello.

## Filmografia

### Filmy
- 1926: Bardelys the Magnificent (niewymieniony w napisach)
- 1927: Bitwa stulecia (The Battle of the Century) jako widz w czasie walki bokserskiej (krótkometrażowy) (niewymieniony w napisach)
- 1927: W dancingowym światku (The Taxi Dancer) (niewymieniony w napisach)
- 1927: The Fair Co-Ed (niewymieniony w napisach)
- 1928: Rose-Marie (niewymieniony w napisach)
- 1928: Circus Rookies (niewymieniony w napisach)
- 1928: Rose-Marie (niewymieniony w napisach)
- 1928: Kozacy (The Cossacks) (niewymieniony w napisach)
- 1928: Złote piekło (The Trail of '98) (niewymieniony w napisach)
- 1940: Abbott i Costello w tropikach (One Night in the Tropics) jako Costello
- 1941: Szeregowcy (Buck Privates) jako Herbie Brown
- 1941: W marynarce (In the Navy) jako Pomeroy Watson
- 1941: Łap ducha (Hold That Ghost) jako Ferdinand Jones
- 1941: Keep ’Em Flying jako Heathcliffe
- 1942: Wesołe ranczo (Ride 'Em Cowboy) jako Willoughby
- 1942: Rio Rita jako Wishy Dunn
- 1942: Pardon My Sarong jako Wellington Phlug
- 1942: Abbott i Costello – Kto to zrobił? (Who Done It?) jako Mervyn Milgrim
- 1943: Na wyścigach (It Ain’t Hay) jako Wilbur Hoolihan
- 1943: Hit the Ice jako Tubby McCoy
- 1944: Na salonach (In Society) jako Albert Mansfield
- 1944: Zagubieni w haremie (Lost in a Harem) jako Harvey Garvey
- 1945: Abbott i Costello w szkole dla dziewcząt (Here Come the Co-Eds) jako Oliver Quackenbush
- 1945: Szulerzy na pokładzie (The Naughty Nineties) jako Sebastian Dinwiddie
- 1945: Abbott i Costello w Hollywood (Abbott and Costello in Hollywood) jako Abercrombie
- 1946: Mały olbrzym (Little Giant) jako Benny Miller
- 1946: Ich długie życie (The Time of Their Lives) jako Horatio Prim
- 1947: Szeregowcy wracają do domu (Buck Privates Come Home) jako Herbie Brown
- 1947: Wdowa z Wagon Gap (The Wistful Widow of Wagon Gap) jako Chester Wooley
- 1948: The Noose Hangs High jako Tommy Hinchcliffe
- 1948: Abbott i Costello spotykają Frankensteina (Abbott and Costello Meet Frankenstein) jako Wilbur Grey
- 1948: Abbott i Costello w Meksyku (Mexican Hayride) jako Joe Bascom/Humphrey Fish
- 1949: Abbott i Costello – Afrykańska przygoda  (Africa Screams) jako Stanley Livingston
- 1949: Abbott i Costello spotykają mordercę (Abbott and Costello Meet the Killer, Boris Karloff) jako Freddie Phillips
- 1950: Abbott i Costello w Legii Cudzoziemskiej (Abbott and Costello in the Foreign Legion) jako Lou Hotchkiss
- 1951: Abbott i Costello spotykają niewidzialnego człowieka (Abbott and Costello Meet the Invisible Man) jako Lou Francis
- 1951: Godzina komedii (Comin' Round the Mountain) jako Wilbert Smith
- 1952: Jaś i łodyga fasoli (Jack and the Beanstalk) jako Jack
- 1952: Lost in Alaska jako George Bell
- 1952: Abbott i Costello spotykają Kapitana Kidda (Abbott and Costello Meet Captain Kidd) jako Oliver Johnson
- 1953: Abbott i Costello lecą na Marsa (Abbott and Costello Go to Mars) jako Orville
- 1953: Abbott i Costello spotykają Jekylla i Hyde’a (Abbott and Costello Meet Dr. Jekyll and Mr. Hyde) jako Tubby
- 1955: Abbott i Costello w wytwórni filmowej (Abbott and Costello Meet the Keystone Kops) jako Willie Piper
- 1955: Abbott i Costello spotykają mumię (Abbott and Costello Meet the Mummy) jako Freddie Franklin
- 1956: Zatańcz ze mną Henry (Dance with Me, Henry) jako Lou Henry
- 1959: The 30 Foot Bride of Candy Rock jako Artie Pinsetter
- 1965: Świat Abbotta i Costello (The World of Abbott and Costello) (film kompilacyjny)

### Seriale
- 1951-1955: The Colgate Comedy Hour jako Costello
- 1952−1954: The Abbott and Costello Show jako Costello
- 1956–1958: The Steve Allen Show jako on sam
- 1956: This Is Your Life jako on sam
- 1957: I've Got a Secret jako on sam
- 1958: General Electric Theater jako Neal Andrews
- 1958: Wagon Train jako Tobias Jones